# San Carlos de Bariloche
San Carlos de Bariloche (běžně zvané pouze Bariloche) je město v argentinské provincii Río Negro, hlavní město departementu Bariloche. Zároveň je největším městem provincie. Leží na úpatí And, na jižním břehu jezera Nahuel Huapi, mezi horami Otto, Catedral a López. Pro svou polohu v zelené horské krajině je významným střediskem cestovního ruchu s návštěvností zhruba milionu turistů ročně. Město je známé svým lyžařským areálem Cerro Catedral na svahu hory Catedral. Název Bariloche pochází z mapučského slova Vuriloche, což znamená „lidé za horou“.